# Liophaena centralis
Liophaena centralis är en skalbaggsart som beskrevs av Sharp 1908. Liophaena centralis ingår i släktet Liophaena och familjen kortvingar. Inga underarter finns listade i Catalogue of Life.